# Septoria schoeni
Septoria schoeni är en svampart som beskrevs av Hollós 1910. Septoria schoeni ingår i släktet Septoria och familjen Mycosphaerellaceae.   Inga underarter finns listade i Catalogue of Life.